# دوغ ملفين
دوغ ملفين هو مدرب كرة القاعدة ‏ كندي، ولد في 8 أغسطس 1952 في تشاتام كينت في كندا.

## وصلات خارجية
- دوغ ملفين على موقعبيزبول رفرنس.كوم (الدوري الثانوي) (الإنجليزية)